# Estação Balderas
A Estação Balderas é uma das estações do Metrô da Cidade do México, situada na Cidade do México, entre a Estação Salto del Agua, a Estação Cuauhtémoc, a Estação Juárez e a Estação Niños Héroes. Administrada pelo Sistema de Transporte Colectivo, faz parte da Linha 1 e da Linha 3.
Foi inaugurada em 4 de setembro de 1969. Localiza-se no cruzamento da Avenida Arcos de Belén com a Avenida Balderas-Niños Héroes. Atende os bairros Doctores e do Centro, situados na demarcação territorial de Cuauhtémoc. A estação registrou um movimento de 11.136.384 passageiros em 2016.